# Tercera Federación - Grupo XI 2024-25
La temporada 2024-25 del Grupo XI de la Tercera Federación de fútbol comenzó el 8 de septiembre de 2024 y finalizó el 11 de mayo de 2025. Posteriormente se disputó la promoción de ascenso entre el 18 de mayo y el 8 de junio en su fase territorial, y para finalizar en su fase nacional entre el 15 y 22 de junio. Se trata de la cuarta edición tras la restructuración de las categorías no profesionales por parte de la RFEF a causa de la pandemia global causada por el Coronavirus; y es la quinta categoría a nivel nacional.

## Sistema de competición
Participan dieciocho clubes encuadrados en un único grupo. Se enfrentan todos contra todos en dos ocasiones -una en campo propio y otra en campo contrario- durante un total de 34 jornadas. El orden de los encuentros se decide por sorteo antes de empezar la competición. La Federación de Fútbol de las Islas Baleares es la responsable de designar las fechas de los partidos y los árbitros de cada encuentro, reservando al equipo local la potestad de fijar el horario exacto de cada encuentro.
Una vez finalizada la competición, el primer clasificado asciende directamente a Segunda Federación y se proclama campeón de Tercera Federación.
Los clasificados entre el segundo y el quinto lugar disputan un Play Off territorial en formato de eliminatorias a doble partido ida y vuelta. En caso de empate el vencedor de la eliminatoria es el equipo mejor clasificado. El equipo vencedor de este Play Off se clasifica a la Promoción de ascenso a Segunda Federación que tiene carácter de final interterritorial.
Los tres últimos clasificados descienden directamente a las ligas preferentes de Ibiza-Formentera, Mallorca o Menorca. Puede haber más descensos por arrastre provocados por descensos de superior categoría.

## Ascensos y descensos
| Pos. | Ascendidos a 2.ª Federación |
| ---- | --------------------------- |
| 1º   | C. D. Ibiza Islas Pitiusas  |
| 2º   | R. C. D. Mallorca "B"       |

| Pos. | Descendidos de 2.ª Federación |
| ---- | ----------------------------- |
| 13.º | S. D. Formentera              |
| 16.º | S. E. Penya Independent       |

| Pos.  | Ascendidos de Ligas Preferentes |
| ----- | ------------------------------- |
| 1º ML | U. E. Porreres                  |
| 3º ML | C. E. Campos                    |
| 1º MN | C. D. Migjorn                   |
| 1º IF | P. E. Sant Jordi                |

| Pos. | Descendidos a Ligas Preferentes |
| ---- | ------------------------------- |
| 15.º | C. D. Alayor                    |
| 16.º | U. D. Arenal                    |
| 17.º | C. F. Sóller                    |
| 18.º | F. C. Inter Manacor             |

## Equipos

### Listado de equipos
| Equipo                  | Localidad              | Estadio                       | Capacidad |
| ----------------------- | ---------------------- | ----------------------------- | --------- |
| U. D. Alcudia           | Alcudia                | Municipal                     | 1.750     |
| C. D. Binisalem         | Binisalem              | Miquel Pons                   | 2.000     |
| C. E. Campos            | Campos                 | Municipal de Campos           | 1.500     |
| U. D. Collerense        | Palma de Mallorca      | Ca Na Paulina                 | 1.000     |
| C. D. Constancia        | Inca                   | Nuevo Campo de Inca           | 10.000    |
| C. D. Felanich          | Felanich               | Es Torrentó-Mariona Caldentey | 2.000     |
| S. D. Formentera        | San Francisco Javier   | Municipal de Formentera       | 500       |
| C. D. Llosetense        | Lloseta                | Es Puig                       | 2.000     |
| C. D. Manacor           | Manacor                | Na Capellera                  | 4.000     |
| C. D. Mercadal          | Mercadal               | San Martí                     | 1.000     |
| C. D. Migjorn           | San Cristóbal          | Los Nogales                   | 600       |
| S. E. Penya Independent | San Miguel de Balansat | Camp Municipal de Fútbol      | 1.000     |
| C. F. Playas de Calviá  | Calviá                 | Polideportivo de Magaluf      | 3.500     |
| S. D. Portmany          | San Antonio Abad       | Municipal de San Antonio      | 890       |
| U. D. Poblense          | La Puebla              | Nuevo Campo                   | 8.000     |
| U. D. Porreras          | Porreras               | Municipal de Porreras         |           |
| C. D. Santañí           | Santañí                | Municipal de Santañí          | 4.000     |
| P. E. Sant Jordi        | San José               | Kiko Serra                    |           |

| Alcudia Binisalem Campos Collerense Constancia Felanich Formentera Llosetense Manacor Mercadal Migjorn Penya Ind. Poblense Porreras Portmany Pl. Calviá Santañí St Jordi |

## Clasificación
| Pos. | Equipo                  | Pts. | PJ | G  | E  | P  | GF | GC | Dif. |                                                                          |
| ---- | ----------------------- | ---- | -- | -- | -- | -- | -- | -- | ---- | ------------------------------------------------------------------------ |
| 1    | U. D. Poblense (A, C)   | 72   | 34 | 22 | 6  | 6  | 47 | 17 | +30  | Ascenso a Segunda Federación y Copa del Rey                              |
| 2    | C. D. Constancia        | 67   | 34 | 18 | 13 | 3  | 55 | 31 | +24  | Play-Offs Ascenso a Segunda Federación                                   |
| 3    | S. D. Formentera        | 66   | 34 | 19 | 9  | 6  | 68 | 34 | +34  | Play-Offs Ascenso a Segunda Federación                                   |
| 4    | U. D. Porreras (A)      | 62   | 34 | 17 | 11 | 6  | 51 | 32 | +19  | Acceso a Promoción a Segunda Federación con Ascenso a Segunda Federación |
| 5    | S. E. Penya Independent | 58   | 34 | 17 | 7  | 10 | 59 | 34 | +25  | Play-Offs Ascenso a Segunda Federación                                   |
| 6    | C. F. Playas de Calviá  | 54   | 34 | 14 | 12 | 8  | 51 | 37 | +14  |                                                                          |
| 7    | C. D. Manacor           | 51   | 34 | 13 | 12 | 9  | 54 | 36 | +18  |                                                                          |
| 8    | U. E. Alcudia           | 47   | 34 | 13 | 8  | 13 | 51 | 53 | −2   |                                                                          |
| 9    | C. D. Binisalem         | 47   | 34 | 13 | 8  | 13 | 35 | 34 | +1   |                                                                          |
| 10   | C. D. Llosetense        | 44   | 34 | 12 | 8  | 14 | 47 | 45 | +2   |                                                                          |
| 11   | C. D. Santañí           | 43   | 34 | 10 | 13 | 11 | 40 | 45 | −5   |                                                                          |
| 12   | C. D. Mercadal          | 40   | 34 | 10 | 10 | 14 | 40 | 43 | −3   |                                                                          |
| 13   | C. D. Felanich          | 40   | 34 | 10 | 10 | 14 | 33 | 50 | −17  |                                                                          |
| 14   | U. D. Collerense        | 39   | 34 | 9  | 12 | 13 | 42 | 48 | −6   |                                                                          |
| 15   | S. D. Portmany (D)      | 37   | 34 | 8  | 13 | 13 | 43 | 51 | −8   | Descenso a Preferente por arrastre                                       |
| 16   | P. E. Sant Jordi (D)    | 30   | 34 | 8  | 6  | 20 | 30 | 52 | −22  | Descenso a Preferente                                                    |
| 17   | C. E. Campos (D)        | 20   | 34 | 4  | 8  | 22 | 31 | 75 | −44  | Descenso a Preferente                                                    |
| 18   | C. D. Migjorn (D)       | 16   | 34 | 4  | 4  | 26 | 22 | 82 | −60  | Descenso a Preferente                                                    |

Actualizado a los partidos jugados el 11 de mayo de 2025.
 Fuente: BeSoccer

### Evolución de la clasificación
(EN OBRAS)
|                   | ? | 26 | ? |
| ----------------- | - | -- | - |
| Formentera        |   | 1  |   |
| Penya Independent |   | 2  |   |
| Poblense          |   | 3  |   |
| Constancia        |   | 4  |   |
| Porreras          |   | 5  |   |
| Playas de Calviá  |   | 6  |   |
| Manacor           |   | 7  |   |
| Santañí           |   | 8  |   |
| Binisalem         |   | 9  |   |
| Mercadal          |   | 10 |   |
| Alcudia           |   | 11 |   |
| Collerense        |   | 12 |   |
| Felanich          |   | 13 |   |
| Portmany          |   | 14 |   |
| Llosetense        |   | 15 |   |
| Sant Jordi        |   | 16 |   |
| Campos            |   | 17 |   |
| Migjorn           |   | 18 |   |

## Resultados
| Local \ Visitante       | ALC | BIN | CAM | COL | CON | FEL | FOR | LLO | MAN | MER | MIG | PEN | PLA | POB | POR | POT | SAN | STJ |
| ----------------------- | --- | --- | --- | --- | --- | --- | --- | --- | --- | --- | --- | --- | --- | --- | --- | --- | --- | --- |
| U. E. Alcudia           | —   | 2–1 | 3–0 | 1–1 | 1–1 | 1–0 | 0–2 | 1–2 | 4–2 | 0–1 | 3–0 | 0–3 | 6–3 | 0–2 | 1–1 | 2–4 | 1–0 | 2–0 |
| C. D. Binisalem         | 0–1 | —   | 1–0 | 1–0 | 0–1 | 1–2 | 1–1 | 1–0 | 2–1 | 2–0 | 2–0 | 1–0 | 0–2 | 3–2 | 0–1 | 0–1 | 1–1 | 1–1 |
| C. E. Campos            | 3–0 | 0–2 | —   | 3–2 | 2–3 | 1–2 | 2–1 | 1–1 | 1–1 | 1–2 | 1–1 | 0–2 | 1–2 | 0–1 | 1–4 | 1–1 | 0–0 | 0–1 |
| U. D. Collerense        | 3–1 | 0–0 | 3–2 | —   | 2–2 | 0–0 | 2–2 | 1–2 | 0–1 | 3–1 | 1–1 | 3–1 | 0–3 | 1–0 | 2–1 | 0–2 | 1–2 | 2–0 |
| C. D. Constancia        | 5–2 | 1–1 | 3–0 | 1–1 | —   | 1–0 | 3–2 | 3–0 | 1–1 | 2–1 | 2–0 | 1–0 | 2–2 | 0–3 | 2–2 | 5–0 | 0–1 | 1–0 |
| C. D. Felanich          | 3–1 | 2–1 | 2–1 | 0–0 | 0–0 | —   | 0–2 | 0–5 | 0–2 | 1–1 | 1–0 | 0–0 | 2–1 | 1–2 | 1–2 | 3–4 | 1–1 | 1–2 |
| S. D. Formentera        | 3–1 | 0–0 | 4–0 | 2–1 | 1–1 | 1–0 | —   | 1–0 | 0–3 | 4–0 | 6–0 | 1–0 | 3–0 | 0–1 | 1–0 | 5–3 | 3–3 | 1–0 |
| C. D. Llosetense        | 1–3 | 2–2 | 5–1 | 0–0 | 0–1 | 1–3 | 1–0 | —   | 0–0 | 3–1 | 4–0 | 2–0 | 3–4 | 0–1 | 2–0 | 5–4 | 0–0 | 1–2 |
| C. D. Manacor           | 0–0 | 2–3 | 5–1 | 1–2 | 0–2 | 0–0 | 1–1 | 5–0 | —   | 5–1 | 6–0 | 3–2 | 1–1 | 1–2 | 0–0 | 2–1 | 1–2 | 2–1 |
| C. D. Mercadal          | 0–0 | 2–0 | 3–0 | 2–2 | 0–1 | 7–0 | 2–2 | 4–0 | 0–0 | —   | 2–0 | 1–1 | 1–1 | 0–1 | 0–2 | 0–0 | 3–2 | 1–2 |
| C. D. Migjorn           | 1–6 | 2–3 | 3–0 | 0–3 | 0–1 | 1–2 | 0–2 | 0–3 | 2–3 | 0–2 | —   | 1–1 | 1–3 | 1–0 | 1–3 | 2–1 | 1–1 | 1–2 |
| S. E. Penya Independent | 3–0 | 1–0 | 6–0 | 4–3 | 2–1 | 1–1 | 1–3 | 1–0 | 3–0 | 3–0 | 5–0 | —   | 2–1 | 1–0 | 3–2 | 1–1 | 4–0 | 4–2 |
| C. F. Playas de Calviá  | 1–1 | 1–1 | 1–3 | 1–0 | 1–1 | 3–1 | 0–1 | 0–0 | 1–1 | 1–0 | 4–0 | 4–0 | —   | 0–1 | 0–1 | 2–2 | 2–1 | 2–0 |
| U. D. Poblense          | 0–0 | 1–0 | 4–0 | 3–0 | 1–1 | 3–1 | 2–1 | 1–0 | 0–1 | 1–1 | 3–0 | 2–1 | 0–0 | —   | 0–1 | 2–1 | 3–1 | 3–0 |
| U. E. Porreres          | 2–3 | 1–0 | 1–1 | 5–1 | 0–0 | 1–1 | 1–1 | 1–1 | 3–1 | 1–0 | 1–0 | 0–2 | 0–0 | 0–0 | —   | 1–0 | 3–1 | 3–1 |
| S. D. Portmany          | 2–2 | 1–2 | 2–2 | 1–0 | 1–1 | 1–1 | 1–4 | 1–1 | 0–0 | 0–0 | 2–0 | 0–0 | 1–2 | 0–1 | 1–2 | —   | 0–0 | 0–1 |
| C. D. Santañí           | 3–0 | 2–0 | 2–1 | 1–1 | 2–3 | 2–0 | 1–4 | 2–0 | 0–0 | 2–0 | 1–2 | 1–0 | 0–0 | 0–0 | 2–2 | 1–3 | —   | 1–4 |
| P. E. Sant Jordi        | 0–2 | 0–2 | 1–1 | 1–1 | 1–2 | 0–1 | 3–3 | 0–2 | 0–2 | 0–1 | 2–1 | 0–0 | 0–2 | 0–1 | 2–3 | 0–1 | 1–1 | —   |

## Play Off de Ascenso a Segunda Federación
|  | Semifinales                                                | Semifinales                                                | Semifinales                                                | Semifinales                                                | Semifinales                                                |   |    | Final                                                | Final                                                | Final                                                | Final                                                | Final                                                |  |
|  | 17-18 de mayo de 2025 (ida) 24-25 de mayo de 2025 (vuelta) | 17-18 de mayo de 2025 (ida) 24-25 de mayo de 2025 (vuelta) | 17-18 de mayo de 2025 (ida) 24-25 de mayo de 2025 (vuelta) | 17-18 de mayo de 2025 (ida) 24-25 de mayo de 2025 (vuelta) | 17-18 de mayo de 2025 (ida) 24-25 de mayo de 2025 (vuelta) |   |    | 31 de mayo de 2025 (ida) 8 de junio de 2025 (vuelta) | 31 de mayo de 2025 (ida) 8 de junio de 2025 (vuelta) | 31 de mayo de 2025 (ida) 8 de junio de 2025 (vuelta) | 31 de mayo de 2025 (ida) 8 de junio de 2025 (vuelta) | 31 de mayo de 2025 (ida) 8 de junio de 2025 (vuelta) |  |
|  |                                                            |                                                            |                                                            |                                                            |                                                            |   |    |                                                      |                                                      |                                                      |                                                      |                                                      |  |
|  |                                                            |                                                            |                                                            |                                                            |                                                            |   |    |                                                      |                                                      |                                                      |                                                      |                                                      |  |
|  | 4º                                                         | U. E. Porreres                                             | 1                                                          | 2                                                          | 3                                                          |   |    |                                                      |                                                      |                                                      |                                                      |                                                      |  |
|  | 4º                                                         | U. E. Porreres                                             | 1                                                          | 2                                                          | 3                                                          |   |    |                                                      |                                                      |                                                      |                                                      |                                                      |  |
|  | 3º                                                         | S. D. Formentera                                           | 0                                                          | 0                                                          | 0                                                          |   |    |                                                      |                                                      |                                                      |                                                      |                                                      |  |
|  | 3º                                                         | S. D. Formentera                                           | 0                                                          | 0                                                          | 0                                                          |   | 4º | U. E. Porreres                                       | 0                                                    | 1                                                    | 1                                                    |                                                      |  |
|  |                                                            |                                                            |                                                            |                                                            |                                                            |   | 4º | U. E. Porreres                                       | 0                                                    | 1                                                    | 1                                                    |                                                      |  |
|  |                                                            |                                                            | 5º                                                         | S. E. Penya Independent                                    | 0                                                          | 1 | 1  |                                                      |                                                      |                                                      |                                                      |                                                      |  |
|  | 5º                                                         | S. E. Penya Independent                                    | 5º                                                         | S. E. Penya Independent                                    | 0                                                          | 1 | 1  | 1                                                    | 1                                                    | 2                                                    |                                                      |                                                      |  |
|  | 5º                                                         | S. E. Penya Independent                                    |                                                            |                                                            |                                                            |   |    | 1                                                    | 1                                                    | 2                                                    |                                                      |                                                      |  |
|  | 2º                                                         | C. D. Constancia                                           | 1                                                          | 0                                                          | 1                                                          |   |    |                                                      |                                                      |                                                      |                                                      |                                                      |  |
|  | 2º                                                         | C. D. Constancia                                           | 1                                                          | 0                                                          | 1                                                          |   |    |                                                      |                                                      |                                                      |                                                      |                                                      |  |
|  |                                                            |                                                            |                                                            |                                                            |                                                            |   |    |                                                      |                                                      |                                                      |                                                      |                                                      |  |

1. ↑  En caso de empate pasa el equipo clasificado en mejor posición en la fase regular.